# Sitona ambiguus
Sitona ambiguus är en skalbaggsart som beskrevs av Leonard Gyllenhaal 1834. Sitona ambiguus ingår i släktet Sitona, och familjen vivlar. Arten är reproducerande i Sverige.